# トリー・ベレッチィ
トリー・ベレッチィ（英語: Tory Belleci、1970年10月30日 - ）は、映画製作者およびモデルメーカー。ディスカバリー・チャンネルの番組『怪しい伝説』に出演していることで知られる。

## 経歴
サンフランシスコ州立大学を卒業後にインダストリアル・ライト&マジックで働き、『スター・ウォーズ エピソード1/ファントム・メナス』、『スター・ウォーズ エピソード2/クローンの攻撃』に関わり、フェデレーション戦艦およびポッドレーサーの一部を作った。その他にも『マトリクスのトライロジー』、『ヴァン・ヘルシング』、『ピーター・パン』、『スターシップ・トゥルーパーズ』、『ギャラクシー・クエスト』、『アンドリューNDR114』等の制作に参加している。